# 산티아역
산티아역(이탈리아어: Stazione di Santhià)은 이탈리아 북서부 피에몬테주에 있는 산티아 코무네의 주요 역이다. 이 역은 토리노-밀라노 철도, 산티아-비엘라 철도 및 산티아-아로나 철도의 교차점이다.
역은 현재 레테 페로비아리아 이탈리아나(RFI)에서 관리하고 있다. 기차 서비스는 트렌이탈리아에서 운영한다. 각 회사는 이탈리아 국영 철도 회사인 페로비에 델로 스타토(FS)의 자회사이다.

## 역사
역은 토리노-밀라노 철도로 1856년에 개통되었다.

## 특징
플랫폼이 장착된 5개의 트랙이 역을 통과한다.

## 운행
- 특급 서비스
  - 레조날레 벨로체: 토리노 - 시바소 - 베르첼리 - 노바라 - 밀라노
- 지역 서비스
  - 트레노 레조날레: 키바소 – 베르첼리 - 노바라
  - 트레노 레조날레: 산티아 – 비엘라 산 파올로

| 트레니탈리아                     | 트레니탈리아    | 트레니탈리아                       |
| -------------------------------- | --------------- | ---------------------------------- |
| 키바소 토리노 포르타 누오바 방면 | 트레노 레조날레 | 베르첼리 밀라노 첸트랄레 방면      |
| 트론차노 키바소 방면             | 트레노 레조날레 | 산 게르나모 베르첼레세 노바라 방면 |
| 시·종착역                        | 트레노 레조날레 | 살루솔라 비엘라 산 파올로 방면     |

## 버스
2012년 6월 17일부터 아로나행 기차 서비스가 중단되고 버스 서비스로 대체되었다.

## 같이 보기
- 이탈리아의 철도